# Lucic Kardeck
Lucic Kardeck (Roma, Italia, 26 de agosto de 1993) es un futbolista italiano. Juega de Centrocampista y su actual equipo es el Aris Salónica de Grecia. Tiene 31 años. 

## Clubes
| Club                | País     | Año         |
| ------------------- | -------- | ----------- |
| Lazio               | Italia   | 2008        |
| FC Bayern de Múnich | Alemania | 2008        |
| Panathinaikos       | Grecia   | 2009        |
| Sampdoria           | Italia   | 2009 - 2010 |
| Aris Salónica       | Grecia   | 2010 -      |

- Datos: Q9024681